# Nalgonda (huyện)
Huyện Nalgonda là một huyện thuộc bang Telangana, Ấn Độ. Thủ phủ huyện Nalgonda đóng ở Nalgonda. Huyện Nalgonda có diện tích 14.240 ki lô mét vuông. Đến thời điểm năm 2001, huyện Nalgonda có dân số 3.238.449 người.

## Hành chính
Huyện chia thành 3 phó huyện (Nalgonda, Miryalaguda, Devarakonda) và 31 mandal.
| #  | Phó huyện Nalgonda | Phó huyện Miryalaguda   | Phó huyện Devarakonda |
| -- | ------------------ | ----------------------- | --------------------- |
| 1  | Nalgonda           | Miryalaguda             | Devarakonda           |
| 2  | Narketpally        | Vemulapally             | Kondamallepally (New) |
| 3  | Chityal            | Dameracherla            | P.A.Palli             |
| 4  | Kattangur          | Adavi Devulapally (New) | Gundlapally (Dindi)   |
| 5  | Nakrekal           | Madugulapally (New)     | Chandampet            |
| 6  | Kethepally         | Nidamanur               | Neredugommu (New)     |
| 7  | Shaligowraram      | Tripuraram              | Nampally              |
| 8  | Thipparthy         | Anumula (Halia)         | Marriguda             |
| 9  | Kanagal            | Thirumalagiri (Sagar)   |                       |
| 10 | Chandur            | Peddavoora              | Gurrampode            |
| 11 | Munugode           |                         |                       |